# SO902iWP+
FOMA SO902iWP+（フォーマ・エス オー きゅう まる に アイ・ダブリュー・ピー・プラス）は、ソニー・エリクソン・モバイルコミュニケーションズ（現・ソニーモバイルコミュニケーションズ）が開発したNTTドコモの第三世代携帯電話 (FOMA) 端末製品である。
SO902iWP+ のWPは防水（Water Proof）の意が、+には用途の幅がプラスされるという意味がある。愛称は「FOMA STICK WP+」（フォーマスティック・ウォータープルーフ）。

## 概要
SO902iWP+は、SO902iをベースに開発されている防水仕様の端末。
形状はストレートタイプでSO902iを基とし、スティックスタイルやデュアルフロントデザインを受け継いでいる。
NTTドコモの防水端末としては日本無線製の mova R692i GEOFREE II 以来4年ぶり、FOMAとしては初めてとなる。（SONY ERICSSON製でも初）
防水能力は日本工業規格（JIS）が定める IPX7 等級（JIS保護等級7相当）を取得しており、深度1メートルの水中に30分間浸しても端末の動作に支障が出ないとされる。
SO902iWP+はKDDI・沖縄セルラー電話が発売している携帯電話端末 G'zOne TYPE-R とほぼ同等の防水性能を持つものの、耐衝撃性については特別な施しはない。
アクティブホルダと呼ばれるカバーが同梱される。本体色に合わせて2色用意される。
マルチタスクを搭載。iチャネル・プッシュトークに対応。
ディスプレイは1.9インチ (QVGA) で、1平方メートルあたりの
輝度が400カンデラのTFT液晶を搭載。これにより、晴天の屋外での視認性が向上された。
傷が付きにくいウルトラハードコート処理によって、常時露出しているディスプレイ表面を保護してある。
この端末のボタンは白色に光る。
背面にはFeliCa（iモードFeliCa）とカメラを装備している。
FeliCa使用時には、通信可能範囲になると上部に設けられた専用の2つのランプ（FeliCaサイン）が点灯し、情報のやり取りが開始されると点滅、加えて本体も振動する仕組みになっており、モバイルSuicaなど通過しながらの使用でも使い勝手が向上している。
最大2ギガバイトのメモリースティックPRO Duoに対応しており、メモリーカードスロットは端末下部に備えている。AAC形式の楽曲ファイルの再生に対応しているが、SO903iやSO703iのような高度な「デジタルオーディオプレーヤー」は搭載しておらず、SO902iと同等の「音声のみのiモーション」扱いになる。
ボタンの操作性を確保するため、ボタンひとつひとつの背を高くし、さらに中央一列の並びを若干下げたスレンダーキーを開発。
ボタンの誤操作を防止するキーロックは、本体左側面のスライドスイッチによって行う。
メーカーカタログには、「初めての防水FOMA。」というキャッチコピーが採用されている。そしてCMは、次のような内容である。「SO902iWP+を操作している女性。こちらを向き、そして息を吐いたときに泡が出ることで水中であることが分かる。水のかかるSO902iWP+が"FOMA STICK Water Proof"というナレーションとともに映される。スポンサー表示」このCMにはNTTドコモ版とソニー・エリクソン版があり、それによって最後に続くスポンサー表示も異なっている。

## 歴史
- 2006年3月24日: 技術基準適合証明 (TELEC) による審査を通過（証明記号: 001XYAA1214）。
- 2006年4月14日: 電気通信端末機器審査協会 (JATE) による審査を通過（認定番号: A06-0163001）。
- 2006年5月11日: D902iS・F902iS・N902iS・P902iS・SH902iS・DOLCE SL (SH902iSL) ・N902iX HIGH-SPEED の7機種とともにFOMA「9シリーズNew Models」としてNTTドコモから報道発表。
- 2006年6月30日: 発売開始。
- 2012年08月まで修理受付可能。